# قضيبيات ناشية
قضيبيات ناشية (الاسم العلمي: Naxibacter) هي جنس من البكتيريا، سلبية الغرام، تتبع الجرثوميات حامضية.